# UGC 27
UGC 27 es una galaxia espiral localizada en la constelación de Piscis.